# Sporadi Settentrionali
L'arcipelago delle Sporadi Settentrionali è un gruppo di isole situate nel mar Egeo, a nord-est della Grecia. Le Sporadi Settentrionali appartengono alle isole greche.

## Descrizione
A volte sono chiamate semplicemente Sporadi, come l'omonima unità periferica, e si usa aggiungere "Settentrionali" per distinguerle dalle Sporadi Meridionali, dalle Sporadi Orientali e dalle Sporadi Occidentali.
Le maggiori isole dell'arcipelago sono:
- Sciato
- Scopelo
- Alonneso (o Chilidromi)
- Sciro

## Amministrazione
Dal punto di vista amministrativo l'arcipelago è costituito da 4 comuni: Sciro appartiene all'unità periferica dell'Eubea nella Grecia Centrale, mentre Sciato, Scopelo e Alonneso formano l'unità periferica delle Sporadi nella periferia della Tessaglia.